# Sikait

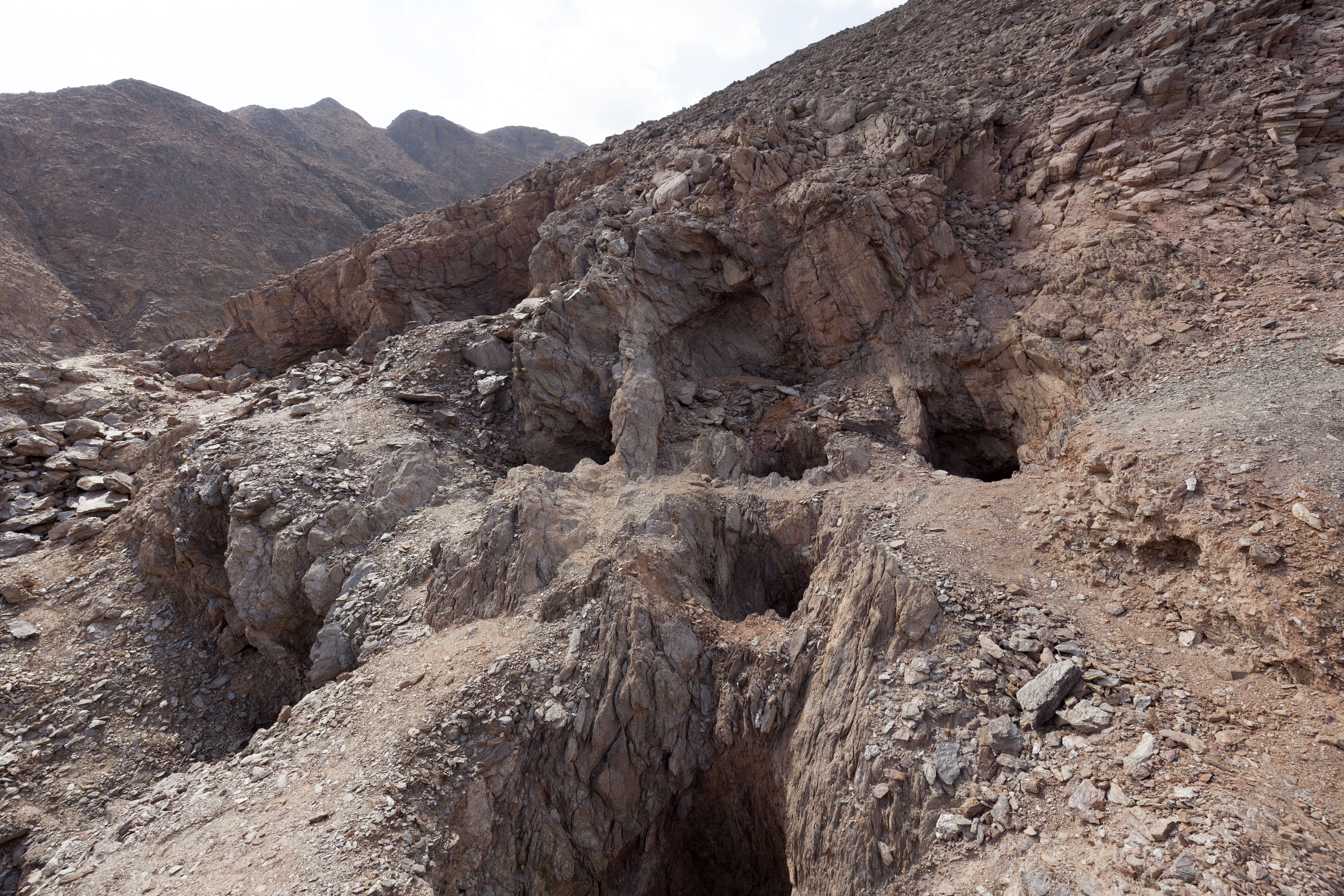
Pous de les mines de maragdes, prop de l'assentament de Sikait

Sikait o Sikit (en àrab: سكيت, Sikait, Sikīt), és un jaciment arqueològic al nord de la Vall del Uadi el-Gamal, que es troba dins el conjunt miner de maragdes del Mons Smaragdus (Muntanya Maragda) al desert oriental d'Egipte, dins el Parc Nacional Uadi el-Gamal-Hamata, en la governació de la Mar Roja.
El poble dels obrers de les mines de maragda, construït en època romana, amb els seus tres temples rupestres, es troba a quasi tres quilòmetres al sud de la mina de maragdes. Sikait, a uns 80 km al sud-oest de Marsa Alam i a 100 km al nord-oest de la ciutat portuària de la mar Roja, Berenice Troglodytica, és la mina més important del Mons Smaragdus. Fou l'única zona minera de maragdes explotada a gran escala durant l'Imperi romà.

## Història
El poble de Sikait és l'assentament miner de maragdes més conegut per la grandària i pels santuaris rupestres construïts ací, la qual cosa ha fomentat l'interés dels viatgers des del segle xix. Tot i que el nom de Sikait és modern, també és conegut pels seus noms antics Senskis, Senskeitis, Σενσκις, Σενσκείτης, per una inscripció en un temple.
Les primeres referències documentades sobre el funcionament de les mines a l'àrea de Sikait les dona Estrabó (63 ae - 24), i les esmenta com a mines de maragdes del període ptolemaic. Plutarc explicà com el rei Ptolemeu XII Auleta, pare de Cleòpatra VII, li va regalar al general romà Luci Licini Lucul·le una maragda engalzada en or. Com que duia gravat el retrat de Ptolemeu, al general li fou impossible rebutjar-la per temor a ofendre el faraó. La darrera referència en fou de l'historiador Olimpiodor de Tebes, que en el 421 sol·licità visitar la mina, que en aquests temps ja estava sota el protectorat del rei de la tribu nòmada dels blèmies.
Tot i que, a vegades, s'ha relacionat aquestes mines amb Cleòpatra, no se n'ha trobat pas cap esment, tot i que, per textos romans primerencs, es destaca la preferència de la reina per les maragdes, a més d'altres pedres precioses i l'or. Després de la conquesta àrab d'Egipte en el 641, l'extracció de maragdes continuà, en menor escala, fins ben entrat el segle xiv.
La mina, la va redescobrir el 1816 el mineralogista i explorador francés Frédéric Cailliaud. Va encapçalar una expedició organitzada pel valí d'Egipte, Muhàmmad Alí Paixà, per a localitzar en el desert Oriental les antigues mines de sofre. Va trobar les antigues mines exhaurides, però el seu coneixement de la literatura antiga i les llegendes beduïnes, el dugueren al jàbal Zabara, el llegendari Mons Smaragdus dels textos clàssics i hi va descobrir ruïnes d'antics pobles i mines de maragdes.
Les maragdes, que són una varietat de beril, tenen color verdós per la barreja de crom. Es produeixen en diferents menes de roques: als vessants del jàbal Sikait són principalment capes d'esquist de mica, amb un color que va des d'un verd blavós molt pàl·lid a un verd groguenc, o fins a un verd intens molt rar d'alta qualitat.

## Excavacions arqueològiques
La mineria de maragdes al Uadi Sikait, ja documentada en el segle xix, fou objecte d'estudis i prospeccions, que van portar a un dibuix del plànol del jaciment el 2001; començaren les excavacions a l'estiu del 2002, seguides per una campanya d'hivern de 2002-2003, dirigides per Steven Sidebotham de la Universitat de Delaware. Col·laboren en les excavacions la Universitat Autònoma de Barcelona (Països Catalans) i el Centre Polonés d'Arqueologia Mediterrània de la Universitat de Varsòvia.
A més a més de les mines, que contenien centenars de pous molt estrets, en què només cabia una persona, amb una fondària de desenes de metres, s'han trobat restes de cases i altres edificis administratius i temples. La ciutat o assentament de treballadors es va construir als vessants del uadi per a evitar les possibles inundacions hivernals. Les cases es construïren amb la pedra local en terrasses preparades per a això. L'edifici administratiu, que podria tractar-se també d'un temple, estigué actiu fins als segles IV-V i des de la seua terrassa es baixa al uadi per uns esglaons. Davant n'hi ha l'anomenat gran temple, excavat a la roca, segurament d'època ptolemaica i reformat en època romana, tenia dues columnes massisses i una gran inscripció que cobria tot l'ample del temple. Més al sud, a la mateixa riba del uadi, hi ha el petit temple rupestre, que, al principi, tenia tres portes amb discos solars i cobres coronades. A l'entrada es veia una inscripció amb els déus a qui estava dedicat, com ara Isis de Senskete (Sikait) i Apol·lo.